# ЗЕБ-Арена
ЗЕБ Арена (рос. ВЭБ Арена), також відома як Арена ЦСКА — стадіон у Москві на Третій Піщаній вулиці, домашня арена футбольного клубу ПФК ЦСКА.
Будівництво стадіону почалося в травні 2007 року на місці старого стадіону ЦСКА. Остаточна вартість спорудження арени склала 350 млн доларів. Стадіон офіційно відкритий 23 серпня 2016 року. Вміщує 30 000 глядачів.
Біля стадіону розташовані станції метро Полежаєвська і Сокіл.

## Історія
Процес будівництва було розпочато у 2007 році, але зупинено декілька разів, найдовше — 16 місяців (у 2009—2011 роках).
Частиною стадіону є хмарочос, що має нагадувати вболівальникам виграний перший європейський трофей Кубок УЄФА, російським клубом ЦСКА, що обіграв «Спортінг» у 2005 році. Хмарочос розташовано в одному з кутів, а решта три також мають офісні приміщення і скайбокси замість звичайних стендів. Також збудовано паркінг на 1400 паркувальних місць.
10 вересня 2016 стадіон Арена ЦСКА було відкрито.